# Književnost u 1664.
◄◄ | ◄ | 1661. | 1662. | 1663. | 1664.  | 1665. | 1666. | 1667. | ► | ►►
Arhitektura • Astronomija • Biologija • Glazba • Kazalište • Kemija • Kiparstvo • Knjige • Književnost • Kršćanstvo • Medicina • Politika • Pravo • Promet • Slikarstvo • Znanost
Književnost u 1664.

## Svijet

### Književna djela
- Tartuffe Molièrea

### Smrti
- 16. srpnja – Andreas Gryphius, njemački književnik (* 1616.)

## Vanjske poveznice
|  | Zajednički poslužitelj ima još gradiva o temi Književnost u 1664. |